# Rudolf Materna
Rudolf Materna (* 12. Jänner 1883 in Hostinné, Böhmen; † 28. April 1938 in Wien) war Feldmarschallleutnant im österreichischen Bundesheer.

## Leben

### k.u.k. Monarchie
Rudolf Materna absolvierte die Infanterie-Kadettenschule in Prag und wurde 1903 zum Feldjägerbataillon 25 versetzt. 1904 wurde er zum Leutnant ernannt und besuchte von 1908 bis 1911 die k.u.k. Kriegsschule in Wien. Nach erfolgreichem Abschluss wurde Materna der Generalstabsabteilung der 12. Infanterie-Truppendivision in Krakau zugeteilt. Bei Kriegsbeginn 1914 wurde er zum Hauptmann im Generalstab ernannt und diente in verschiedenen Aufgaben, bevor er im Juni 1916 zum 10. Armeekommando an die Südwestfront versetzt wurde, bei dem er das Kriegsende erlebte.

### Republik Österreich
Rudolf Materna diente nach Kriegsende beim Wiener Landesbefehlshaber als Leiter der Adjutantur und wurde 1920 als Major im Generalstab in das neue Bundesheer übernommen. Es folgte die Verwendung beim Stadtkommando in Wien und 1923 bei der 2. Brigade in Wien. Als dessen Stabschef unter Generalmajor Otto Wiesinger arbeitete Materna, inzwischen zum Oberstleutnant befördert, erstmals vom 1. August 1926 bis zum 4. Oktober 1927. 1928 zum Oberst befördert, löste er am 1. Jänner 1929 seinen Nachfolger Oberst Wilhelm Gebauer ab und wurde erneut Stabschef der 2. Brigade. Es folgte ab 1932 die Arbeit unter Generalmajor Alfred Jansa in der Sektion 1, Abteilung 1, Grenzschutz, internationale und statistische Angelegenheiten, Heeressanitätswesen im Bundesministerium für Heerwesen. Im Juni 1933 kam die Berufung zum Stabschef des Heeresinspektors Generalmajor Sigismund Schilhawsky und im gleichen Jahr die Ernennung zum Generalmajor. Es folgte 1934 eine Tätigkeit bei der Militärischen Fachprüfungskommission sowie weitere Tätigkeiten im Heeresinspektorats. Materna wurde 1935 zum Vorstand der Mobilisierungsabteilung ernannt, da er schon ein Jahr vorher die Vorarbeiten für eine mögliche Wehrpflicht durchgeführt hatte. 
Rudolf Materna trat 1937 wegen eines Nierenleidens als Feldmarschallleutnant i. R. vom aktiven Dienst zurück. Er starb am 28. April 1938 in Wien.

## Auszeichnungen
Auszeichnungen:
- Offizierskreuz des österreichischen Verdienstordens[3]
- Goldenes Ehrenzeichen für Verdienste um die Republik Österreich
- Orden der Eisernen Krone, Ritter 3. Klasse, Kriegsdekoration mit Schwertern
- Militärverdienstkreuz 3. Klasse, Kriegsdekoration (nach dem 12. November 1918 bestätigte Anspruchsberechtigung)
- Militärverdienstkreuz 3. Klasse, Kriegsdekoration mit Schwertern
- Silberne Militär-Verdienstmedaille am Bande des Militärverdienstkreuzes, Kriegsdekoration mit Schwertern
- Bronzene Militär-Verdienstmedaille am Bande des Militärverdienstkreuzes, Kriegsdekoration mit Schwertern
- Militär-Jubiläumskreuz 1908
- Erinnerungskreuz 1912/13
- Preußisches Eisernes Kreuz 2. Klasse